# Metric
A Metric egy torontói (Ontario, Kanada) indie rock és new wave együttes.

## Tagjai
Emily Haines - ének, 

James Shaw - gitár, 

Josh Winstead - basszusgitár, és dalszerző

Joules Scott-Key - dob

## Története
Az első nagylemezük az Old World Underground, Where Are You Now 2003-ban jelent meg, melyet Juno Awardra, a Legjobb Alternatív Album kategóriára jelöltek. A második albumuk, a Live It Out-o 2005. október 4-én jelent meg, ezt a 2006-os Polaris Music Prize-ra. Ezt az év legjobb kanadai albuma díjra és a  Juno Awardsra is jelölték.
Az első album, amit az együttes felvett a Grow Up and Blow Away volt, amelyet csak 2007. június 26-án jelentettek meg. Az album eredetileg a Rykodisc Recordsnnál jött volna ki az együttes karrierje elején, de nem adhatták ki, mert belső változások voltak a cégnél.
Haines és Shaw közreműködött a Broken Social Scene kanadai együttes CD-jén illetve Haines vendégeskedett még a Starsnál, a KC Accidentalnál, a The Stillsnél és Jason Collettnél is. Scott-Key és Winstead megcsinálták a saját projektjüket, a Bang Lime-ot, és Haines is kiadatta szólóalbumait, a Nives Don't Have Your Back-et és a What Is Free to a Good Home?-ot.
Negyedik albumuk címe Fantasies, mely 2009. április 7-én jelent meg Kanadában és az USA-ban. Megnyerte a Juno-díjat, és az év legjobb alternatív albuma díját.